# Amenophia ovalis
Amenophia ovalis är en kräftdjursart som beskrevs av Brady 1910. Amenophia ovalis ingår i släktet Amenophia och familjen Thalestridae. Inga underarter finns listade i Catalogue of Life.